# 翔鶴丸
翔鶴丸(または翔鶴、しょうかく、しやうかく)は幕府海軍、明治政府の運輸船(または軍艦)。
日本海軍艦籍の第2号。
艦名は「上空を翔る鶴」の意味。

## 艦歴
前身は1857年(安政4年)にアメリカ・ニューヨークで建造された商船「ヤンチー」(Yangtse、揚子)。
外輪式(またはスクリュー推進)の木造蒸気船であった。
文久3年11月29日(1864年)横浜でイギリス・デント組合から江戸幕府が145,000ドルで購入し、
翔鶴丸(翔鶴)と命名した。
幕府海軍では運送船とされたが、若干の武装を施して運用された。
文久3年12月から翌年1月にかけ、「翔鶴丸」は将軍徳川家茂の再上洛に用いられた。
元治元年2月、輸送船との区別のため軍艦は「丸」を省いて呼ぶこととされた。この際、「翔鶴」他5隻が軍艦とされている。
元治元年3月、「翔鶴丸」は八丈島へ派遣された。
元治元年8月には、小栗忠順の交渉で、横浜停泊中のフランス軍艦乗員による修理を受けた。
この際のフランス側の作業の誠実さゆえ、幕府はフランスを強く信頼するようになり、以後の親密な幕仏関係の端緒となった。
第二次長州征討前夜、慶応2年5月29日までに「富士山」、「翔鶴」（佐々倉桐太郎指揮）、「長崎丸二番」、「大江丸」、「旭日丸」は安芸国宇品港へ進出。「翔鶴」は「長崎丸二番」とともに老中小笠原長行と大目付兼軍艦奉行木下利義を小倉へ運んだ後、「旭日丸」と「八雲丸」を曳航して厳島へ移り、それから大島口の戦いに参加する。
6月8日、「翔鶴」と「富士山」は大島を砲撃した。6月11日、「翔鶴」、「八雲丸」、「旭日丸」の砲撃に続いて陸軍方が久賀へ上陸した。6月16日から17日にかけても「翔鶴」は砲撃を行っている。戦況は幕府側に不利になり、6月19日に陸軍方は「翔鶴」など4隻に乗り撤退した。
次いで小倉口の戦いの参加する。「翔鶴」は6月25日に沓尾に着き、6月27日に「富士山」とともに小倉へ向かった。7月3日、長州側の攻撃が始まり、「翔鶴」と「富士山」は彦島、大里に対する攻撃を開始したが、「富士山」は大砲の破裂事故発生で離脱した。7月17日の「 回天」到着後、「翔鶴」は修理のため長崎へ向かった。
旧幕府と薩長などとの開戦時は「翔鶴」は大坂湾にあり、他艦と共に兵庫港封鎖を行っている。鳥羽・伏見の戦いの戦い後は「順動丸」とともに正金5万7569両3分を紀州藩領和歌浦へ運んだ。
慶応4年4月11日(1868年)に、大政奉還後の旧幕府から明治政府へ、「朝陽丸」「観光丸」「富士山」とともに上納、
4月28日引き渡された。
日本海軍艦籍の第2号となる(第1号は「朝陽丸」)。
さっそく戊辰戦争では明治政府方で使用されたが、
その年の同年11月に肥前藩の兵隊を乗せて大阪から東京へ回航の途中、網代湾で沈没した。